# Mychonia tepida
Mychonia tepida là một loài bướm đêm trong họ Geometridae.